# 2000 Mules
2000 Mules ist ein US-amerikanischer Dokumentarfilm von Dinesh D’Souza aus dem Jahr 2022. Der Film propagiert eine Version der sogenannten „Big Lie“, nach der die Präsidentschaftswahl 2020 durch Demokraten durch Wahlbetrug gesteuert worden sein soll. Die Aussagen des Films gelten als widerlegt.

## Inhalt
2000 Mules griff eine der Verschwörungstheorien um die Präsidentschaftswahl 2020 auf, mit der Anhänger von Donald Trump erfolglos versuchten zu beweisen, dass Trump die Wahl nicht verloren hätte. Während andere Theorien entwickelten, dass die Regierung von Venezuela Wahlautomaten manipuliert hätten oder, dass Bambusfasern im Papier von Wahlzetteln chinesischen Einfluss zeigen würden, konzentrierte sich dieser Dokumentarfilm auf die realistischere Theorie, dass Demokraten illegal Wahlurnen mit Stimmen für Biden gefühlt hätten.

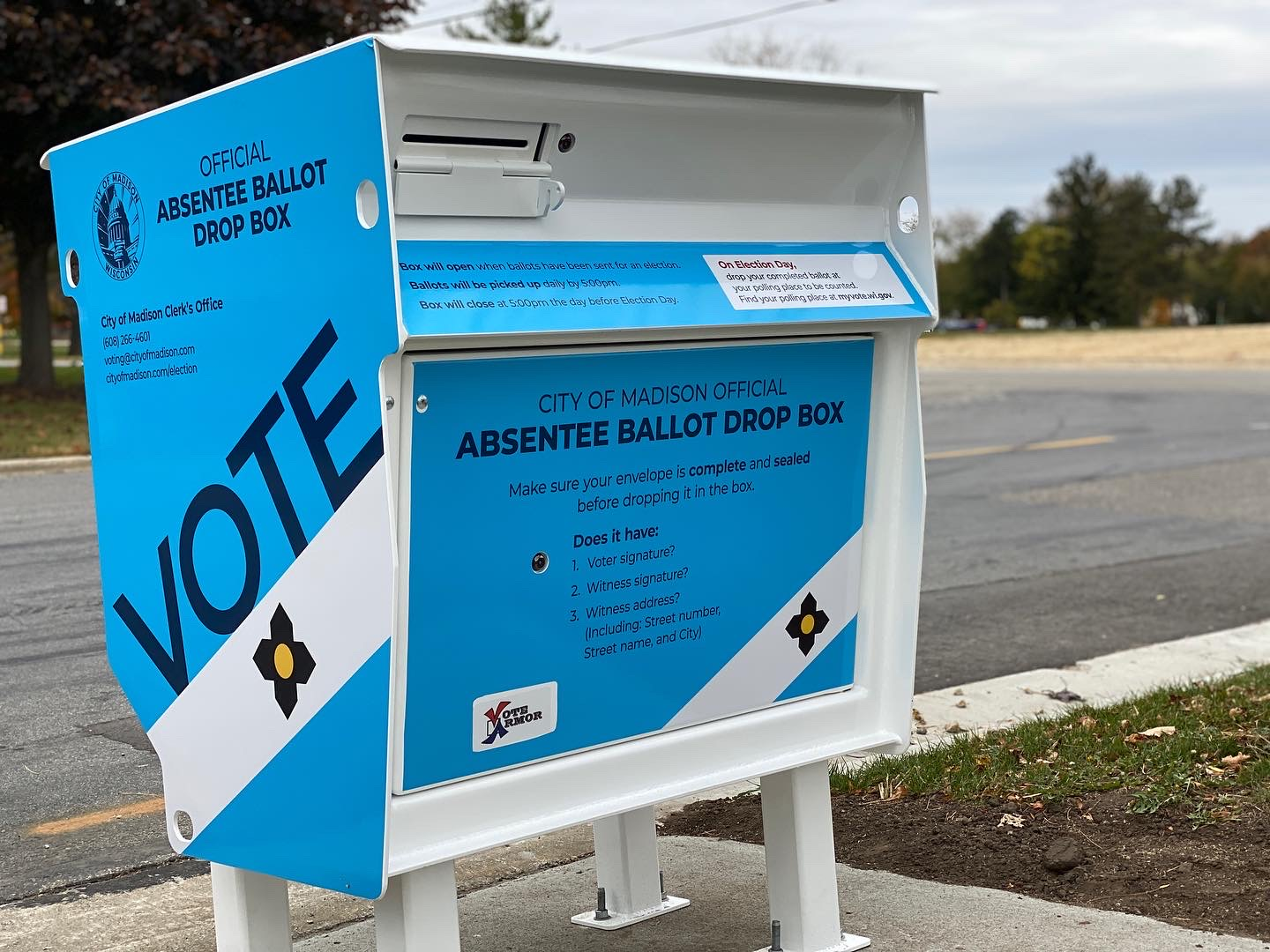
„Drop Box“ in Madison (Wisconsin) in den Wahlen 2020

Der Film versucht unter anderem aufgrund von Geodaten von Mobiltelefonen darzulegen, dass es in der Präsidentschaftswahl 2020 zu weit verbreiteten Wahlbetrug und -manipulation gekommen sei (Big Lie). Donald Trump habe Swing States wie Arizona, Georgia und Michigan in Wahrheit gewonnen. Nicht im Film, aber im gleichnamigen Begleitbuch erwähnte linke Organisationen sollen Personen (die Mules aus dem Filmtitel) ausgesandt haben, um Wahlurnen außerhalb der Wahlbüros (Drop Box) mit Stimmen für Joe Biden zu füllen. Aufgrund der Telefondaten seien tausende von Telefonbenutzern identifizierbar, die in den wahlentscheidenden Bundesstaaten Arizona, Georgia, Michigan Pennsylvania und Wisconsin Wahlurnen dutzende Male angefahren hätten. Die nicht offengelegten Daten sollten von der Organisation True the Vote stammen, die ihrerseits die Daten vom Armed Conflict Location & Event Data Project (ACLED) hätten. Gezeigt wird unter anderem ein Interview der Aktivisten Catherine Engelbrecht und Gregg Phillips, welches den Kern des Films darstellt. Ergänzt wird dieses Interview mit Interviews von konservativen Moderatoren wie Sebastian Gorka, Larry Elder, Charlie Kirk und Dennis Prager, die auch für Sendungen der Salem Media Group arbeiteten.

## Produktion und Veröffentlichung
Das politisch rechte Medienunternehmen Salem Media Group investierte 1,5 Millionen US-Dollar in die Produktion von 2000 Mules und weitere 3 Millionen
US-Dollar in Vertrieb und Werbung.
Der Dokumentarfilm feierte im Mai 2022 in Gegenwart von Donald Trump und anderen konservativen Leitfiguren Premiere in Mar-a-Lago. Trump hatte zuvor auf sozialen Medien und bei Wahlkampfveranstaltungen für 2000 Mules geworben. Die Dokumentation wurde dann im Mai 2022 in über 270 Lichtspielhäusern in den Vereinigten Staaten gezeigt. Die Mehrzahl der Kinos bei dieser begrenzten Veröffentlichung gehörten zu Cinemark, der drittgrößten Kinokette in den USA, deren Gründer politische Sympathien für Trump hatte. Nach Eigenangaben der Salem Media Group war der Dokumentarfilm von einer Million Zuschauern in den ersten drei Monten gesehen worden und habe in der Zeit 10 Millionen US-Dollar eingespielt.
In Texas, dem Sitz sowohl von True the Vote wie auch der Salem Media Group wurde der Film von prominenten Republikanern wie Vizegouverneur Dan Patrick, Attorney General Ken Paxton und Agrarkommissar Sid Miller bei Wahlkampfveranstaltungen gezeigt. Paxton ließ den Film außerdem für die Mitarbeiter seiner Strafverfolgungsbehörde spielen.
Das Begleitbuch wurde unmittelbar nach dem Erscheinen wegen nicht spezifizierter Fehler von dem Verleger, einem Tochterunternehmen der auch als Filmverleih dienenden Salem Media Group, zurückgerufen. Als eine korrigierte Fassung veröffentlicht wurde, waren Namen Von Organisationen entfernt, die angeblich Stimmsammlungen between hätten. Auch die Behauptung, dass Wahlmanipulationen zu Antifa und Black Lives Matter Verdot werden könnten war nicht mehr im Begleitbuch enthalten.
Nachdem die Salem Media Group von einer im Film als einer der Mules bezeichneten Person verklagt worden war, zog der Filmverleih den Film im Rahmen eines Prozessvergleichs 2024 zurück, entschuldigte bei dem Kläger und zahlte eine Entschädigung. Ein paar Monate später erklärte D’Souza auf X, dass er dem Kläger eine Entschuldigung schulde. Dass er in 2000 Mules seine Stimmabgabe als Verbrechen bezeichnet habe, sei auf unzutreffende Daten von True the Vote zurückzuführen gewesen. D’Souza bekräftigte aber, dass die sonstigen Behauptungen zutreffend seien.

## Factchecking
Eine Untersuchung der Kernaussagen von 2000 Mules durch die Nachrichtenagentur Reuters kam zu dem Schluss, dass diese durch die präsentierten Beweise nicht gedeckt würden. Die Lokalisierung von Mobiltelefonen sei bei weitem nicht so genau wie behauptet. Man könne bestenfalls ermitteln, ob jemand sich in der Nähe der Urnen aufgehalten hätte, nicht aber ob die Person auch nur nahe genug war, um Stimmzettel einzuwerfen. Die dargestellten Bewegungsmuster könnten problemlos anders erklärt werden, etwa durch den Standort der Urnen an verkehrsreichen Plätzen wie öffentlichen Gebäuden, Schulen und Bibliotheken. Für die Behauptung, dass die Personen für das Einwerfen von Stimmen bezahlt worden seien, zeigte der Film nur eine einzelne anonymisierte Person  aus San Luis (Arizona), die lediglich vermutete, dass beobachtete Zahlungen für illegale Stimmabgaben getätigt worden seien. Entgegen der Behauptung in 2000 Mules ist es nicht in allen Bundesstaaten verboten für andere Personen Wahlzettel einzuwerfen, die Bundesstaaten im Fokus des Films lassen dies unter bestimmten Umständen zu.
Das Georgia Bureau of Investigation kam nach Überprüfung der im Film präsentierten Beweise Von True the Vote einschließlich der Geodaten, zum Schluss, dass diese nicht einmal für einen begründeten Anfangsverdacht auf Straftaten genügten. In Videoaufnahmen gezeigte Personen hätten rechtmäßig gewählt. True the Vote distanzierte sich von dem Film und Buch, die Organisation sei nicht am Zustandekommen beteiligt gewesen. Laut dem Armed Conflict Location & Event Data Project könnten ihre Daten keine Aussagen dazu liefern, ob und wie politisch Linke sich bewegten.

## Wirkung
2000 Mules erregte zunächst im Internet unter Anhängern von Trump erhebliche Aufmerksamkeit. Vor der Wahl 2022 bildete sich hieraus die Gruppe Clean Elections USA. Mitglieder des Zusammenschlusses begannen zu der Wahl teilweise ausgerüstet, mit Kameras mit Teleobjektiven, und mit militaristischer Kleidung an den Drop Boxen aufzutreten und Wähler zu befragen, bis zwei Wochen vor dem Wahltag ein Bundesrichter der Gruppe das Belästigen von Wählern untersagte.